# Annibal Gantez
Annibal Gantez (né le 24 décembre 1607 à Marseille, mort vers 1670) est un compositeur et chantre français de l'époque baroque. Il est sans doute un des exemples les plus frappants de maître de chapelle « vicariant », c'est-à-dire se déplaçant de poste en poste pour gagner sa vie, comme beaucoup de ses collègues du XVIIe siècle. Son itinéraire peut être retracé à partir de deux types de sources : les lettres de L’Entretien des musiciens, qu'il publie en 1643, et divers documents d’archives.

## Biographie

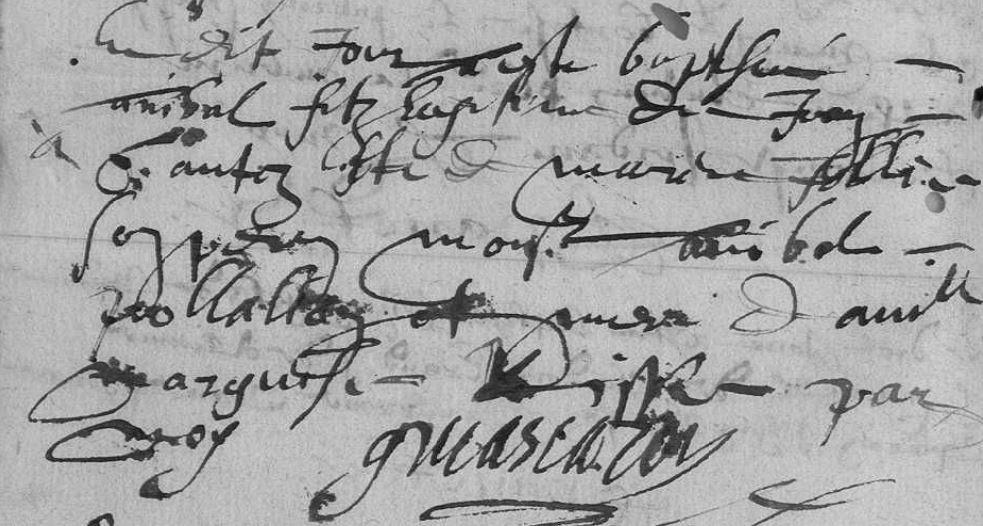
Acte de baptême d'Annibal Gantez, 24 décembre 1607, cathédrale La Major de Marseille (AD Bouches-du-Rhône : 201 E 11).

Gantez est baptisé à la cathédrale Notre-Dame La Major. Il est fils de Jean Gantez [Gantes, Gantès, Ganteze...] (dont le père est couturier et natif de Cuers (Var)) et de Marie Joly [Jollie]. Ses parents s'étaient mariés à Aix-en-Provence le 19 septembre 1599. Il est filleul d'Annibal Pollalion et de demoiselle Marquise Visse. Comme souvent à cette époque, les conditions de son apprentissage de la musique ne sont pas connues. C’est à partir de l’âge de vingt ans ou presque que l’on commence à pouvoir le suivre dans son périple.

### De Marseille à MarseilleviaToulon, Grenoble, Rouen, Le Havre, La Châtre, Aurillac, Avignon, et Montauban
On le voit d’abord à Toulon (vers 1627-1628 , d’après la Lettre XXVIII), puis maître de chapelle à la collégiale Saint-André de Grenoble à partir du 29 mars 1628 et au moins jusqu’au 7 juillet, mais où il ne reste pas longtemps. Les registres capitulaires de la cathédrale Notre-Dame de Rouen révèlent qu’il chante les 18 et 21 juin 1629 aux grand’messes ; il passe ensuite (d'après ses Lettres au Havre, La Châtre et Aurillac, puis à Avignon où il exerce simultanément à la basilique Saint-Pierre et à la cathédrale Notre-Dame des Doms, là encore pour une courte période allant de décembre 1631 à juin 1632. Dans ce dernier poste, il est remplacé par Sauvaire Intermet. Son congé de l’église Saint-Pierre est mentionné dans la Lettre VIII.
De là, il repart vers l'église Saint-Jacques de Montauban (Lettre II), pour peu de temps puisqu’il est congédié un an avant la fin de son contrat, et passe ensuite à l'église Notre-Dame-des-Sablons d'Aigues-Mortes où il est attesté en 1633 et reste jusqu’en juin 1635 au moins, en mars 1636 au mieux, étant alors remplacé par messire Eruin. Le chapitre semble avoir été satisfait de ses services puisqu’il lui a proposé de se marier là pour le fixer à Aigues-Mortes, sans succès - et ce qui montrerait qu’il n’était pas encore prêtre à cette époque.
Gantez revint ensuite exercer à Marseille, dans une église non identifiée. C’est probablement à cette époque qu’il est ordonné prêtre.

### Aix-en-Provence et Arles
Il passe ensuite à la maîtrise de la cathédrale Saint-Sauveur d'Aix-en-Provence, de bonne réputation, où il est engagé le 15 avril 1636 aux gages annuels de 200 lt. Il reste là deux ans et deux mois, succédant à Jehan Darbes. Il y voisine avec l’organiste Louis d'Aranda, le maître de grammaire Audibert et sept chanteurs. L’obtention d’une chapellenie le 6 mars 1638 montre qu’il était apprécié par le chapitre mais il est finalement congédié le 23 juin, ayant suscité des plaintes, n’étant remplacé que le 23 septembre par Jehan Garsin.
Gantez se déplace alors à la cathédrale Saint-Trophime d'Arles, également réputée, où il est reçu le 5 juillet 1638. Là, il succède au maître Baldouyn ; là encore il ne reste pas très longtemps puisqu’il quitte son poste vers mars ou avril 1640, allant à Paris.

### Paris
À Paris, Gantez occupe deux postes successivement : le premier à l’église Saint-Paul, le second à l’église des Saints-Innocents. Pour Saint-Paul il dit y être parvenu « par aventure », même si la dédicace à l’abbé des Roches - un proche du cardinal de Richelieu - de sa messe Laetimini, publiée en 1641, montre qu’il a pu avoir des appuis. Il aurait travaillé sous la direction du curé Nicolas Mazure, réputé peu commode. Quant aux Saints-Innocents, il y accède par concours, mais la publication de la messe Vigilate en 1642 et la dédicace qu’il en fait à Mademoiselle de Saint-Géran révèle aussi des appuis. L’exécution de cette seconde messe aux Minimes de la Place royale avec des musiciens de la Sainte-Chapelle et de Notre-Dame est un signe qu’à cette époque Gantez a pu jouir d’une certaine visibilité. On ignore les périodes précises d’exercice de Gantez dans ces deux églises, mais les dates des envois qu’il fait de ses messes donnent des indications : en décembre 1640 il était à Saint-Paul et en juillet 1642 aux Saints-Innocents. On s’étonnera à peine de lire qu’il s’est mal entendu avec les curés de ces deux paroisses, et qu’il garde de cet épisode parisien un souvenir quelque peu amer.

### Auxerre
C’est à la cathédrale Saint-Étienne d'Auxerre, où il est nommé le 27 juin 1643, que Gantez va tenir le plus long poste de sa carrière. C’est là que peu après son arrivée, en 1643 toujours, il va publier L’Entretien des musiciens, un recueil de lettres qui va durablement asseoir sa postérité, étant un témoignage irremplaçable sur la vie des maîtres de chapelle au XVIIe siècle.
L’évêque Pierre de Broc lui accorde une semi-prébende, signe de sa volonté de se l’attacher, et l’on sait par une histoire de reliques que Gantez était encore là en 1650. On ignore à peu près tout des conditions de son poste à Auxerre, si ce n’est qu’il était apprécié par son évêque et qu’il avait à sa charge de nourrir les enfants de la maîtrise. Là encore, on ignore pourquoi Gantez a quitté ce poste.
Sur le titre de L'Entretien des musiciens, Gantez est qualifié de Prieur de la Magdaleine en Provance. Ce bénéfice pourrait se rapporter au sanctuaire de Sainte-Madeleine situé à Saint-Maximin-la-Sainte-Baume (Var), mais Gantez ne figure pas dans la liste des prieurs de cette maison...

### Carcassonne, Grenoble, Nevers, Arles, Auxerre et Nancy
Les lettres de L’Entretien des musiciens étant évidemment muettes sur la partie de sa carrière postérieure à 1643, celle-ci ne peut plus être reconstituée avec autant de certitude.
C’est d’abord à Carcassonne que Gantez réapparaît, engagé le 26 juillet 1654 à la cathédrale Saint-Nazaire, à charge pour lui d’instruire et d’entretenir quatre enfants de chœur, à charge également de recruter un sous-maître pour le seconder. Il succède là à un certain Fabre, et tient ce poste jusqu’en février 1656 au plus tard. Une lettre adressée à son oncle chanoine de La Major de Marseille pour lui suggérer de lui céder son canonicat révèle que Gantez était déjà amer, ne réussissant à se fixer nulle part, mais toujours ambitieux... Obtenir un canonicat lui aurait permis d’assurer ses vieux jours sans continuer ses pérégrinations, mais l’oncle ne céda pas, apparemment.
Gantez, pour la seconde fois, passe par Saint-André de Grenoble, où il est reçu le 28 juin 1656 comme prêtre habitué chargé de la musique mais sans le titre de maître de musique, au salaire de 53 écus et 20 sols, mais il demande vite, le 9 octobre, une autorisation de congé pour gérer ses affaires. Le 26 janvier 1657 il demande son congé pour pouvoir aller s’établir à Nevers.
À Nevers on n’a pas de trace de Gantez, hormis la lettre susdite. Une seconde fois, il passe à Saint-Trophime d’Arles, engagé le 18 décembre 1657 comme maître de chapelle mais là encore il est remplacé dès le janvier 1658 par un certain Cordier !
Une seconde fois, encore, il passe à Auxerre, puisqu’il dit dans la dédicace de sa chanson Patapatapan, éditée en 1661 pour la naissance du Dauphin, qu’il vient d’être mis en possession de la maîtrise de Saint-Étienne d’Auxerre le jour de la Toussaint (1er novembre) et qu’il a composé un Te Deum pour cette royale occasion. 
La dernière trace avérée de la carrière de Gantez est celle de maître de la chapelle de Charles IV de Lorraine à Nancy, lorsqu’il est signalé en 1665 à propos d’un paiement de 200 francs pour la nourriture des enfants de chœur. La même source indique qu’il reçoit une pension pour se retirer en Provence en 1666 (probablement à Marseille ?), à l’âge de cinquante-neuf ans, donc. Si l'anecdote de Le Cerf de la Viéville concernant sa messe sur Allons en Candie est véridique, il vit encore en 1668 ou 1669, mais on ignore où. Son acte de décès n’est pas encore retrouvé.
La vingtaine de positions qu’il a occupées, souvent pour de courtes périodes à l'exception de celle d'Auxerre, peut révéler un caractère un peu difficile, voire insolent - quelques événements relatés dans ses Lettres montrent qu’il faisait parfois preuve d’assez peu de respect hiérarchique.

## Œuvres musicales

### Musique sacrée

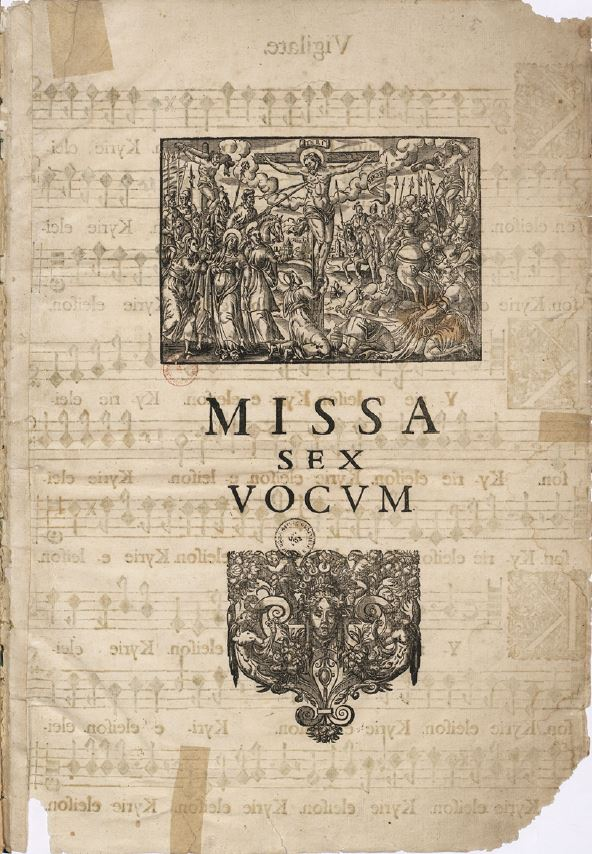
Messe Vigilate d'Annibal Gantez (Paris : J. II de Sanlecque, 1642).

- Missa quatuor vocum Laetamini, authore Annibale Gantez, In concentu Sancti Pauli Parisiorum Sacræ modulationis Moderatore. Paris: Robert III Ballard, 1641. 1 vol. in-2°. Guillo 2003 n° 1641-C, RISM G 334.

Paris Maz. : Rés F° 1170 K (exemplaire de dédicace, relié aux armes de Le Masle).
Dédicace à Monsieur [Michel] Le Masle, prieur des Roches, Montdidier, Long-Pont, &c. conseiller du Roy en ses Conseils d'Estat & Privé, chantre & chanoine de l'Église de Paris, Grand Vicaire de Monseigneur le cardinal de Richelieu, &c. La dédicace a été reprise par Gantez pour former la Lettre XLIV de son Entretien des musiciens. L'œuvre est aussi citée dans les Lettres XXVII et LIII.
Édition moderne : Versailles, CMBV, 2009 (voir ici).
Les registres capitulaires de la cathédrale de Troyes, fin décembre 1640 indiquent que Gantez a envoyé un exemplaire de cette messe au chapitre de la cathédrale de Troyes, fin décembre 1640 (ce qui n’empêche pas que Ballard l’ait datée 1641). En 1641, il en envoie un autre à la maîtrise Saint-Trophime d'Arles.
- Missa sex vocum [Vigilate]. Paris : Jacques II de Sanlecque, 1642. 1 vol. in-plano, 20 f. Guillo 2010 n° JS-3, RISM G 333. *Paris BSG : Rés. V.Fol. 197-2 inv. 240 (1re pièce). Numérisé sur Internet Archive.

Messe dédiée à Mlle de Saint-Géran. La dédicace est transcrite dans L’Entretien, Lettre VI. Elle est citée à plusieurs reprises dans L’Entretien des musiciens, comme dans la Lettre LIII, où il est dit que Gantez la fit entendre chez les Pères Minimes de la Place Royale, avec l’aide des meilleurs chantres de la Sainte-Chapelle et de Notre-Dame.
Gantez en a envoyé un exemplaire au chapitre de la cathédrale de Troyes en juillet 1642.
- Votum pro Ludovico XIII. iustissimo invictissimoq. Franc. et Nav. rege. Authore Annibal Gantez. In concenti SS. Innocentium Sacrae modulationi Moderator. Paris : Jacques II de Sanlecque, 1642. 1 vol. in-plano, 2 f. Guillo 2010 n° JS-4. Paris BSG : Rés. V.Fol. 197-2 inv. 240 (2e pièce). Le titre est collé contre le dernier feuillet de la messe Vigilate.

Contient le motet Domine salvum fac Regem, 4 v.
- [Messe à l'imitation de la chanson Allons en Candie], perdue, composée vers 1668-1669 (en référence à l'expédition française de Candie (Crête). Citée par Le Cerf 1705, 3e partie, p. 136.
- Te Deum, composé à Auxerre en 1661 pour la naissance du Dauphin (voir plus haut à la biographie).
- Salvum me fac Deus, motet perdu composé avant 1643 (cité dans la Lettre XXXV).

### Musique profane
- [Airs à quatre parties]. Paris : Jacques I ou Jacques II de Sanlecque, vers 1640-1642 ? 4 vol. in-4°. Guillo 2010 n° JS-2.

Dédicace au maréchal Charles de Schomberg (Lettre LIII). L’édition est perdue mais attestée par plusieurs mentions dans des catalogues de libraire ou de collection.
L’étude de L’Entretien (Lettres XII, XIX, XLI et LVI) révèle les incipits de dix airs susceptibles d’avoir fait partie de ce recueil (voir la liste dans Guillo 2010). L’air suivant y figurait peut-être aussi.
- Je cherche les nuits les plus sombres. Air noté dans le manuscrit Paris BNF (Mus.) : RES VMA MS 854.
- Patapatapan, ça marchons tous à la guerre [3 v.]. Paris, Robert III Ballard, 1661. 3 vol. 4°. Guillo 2003 no 1661-L, RISM G 335.

Chanson à boire composée à l'occasion de la naissance du Grand Dauphin le 1er novembre 1661. L’édition est attribuée à Robert III Ballard d'après le matériel typographique. Paris BSG : Rés Vm7.

## Œuvres littéraires

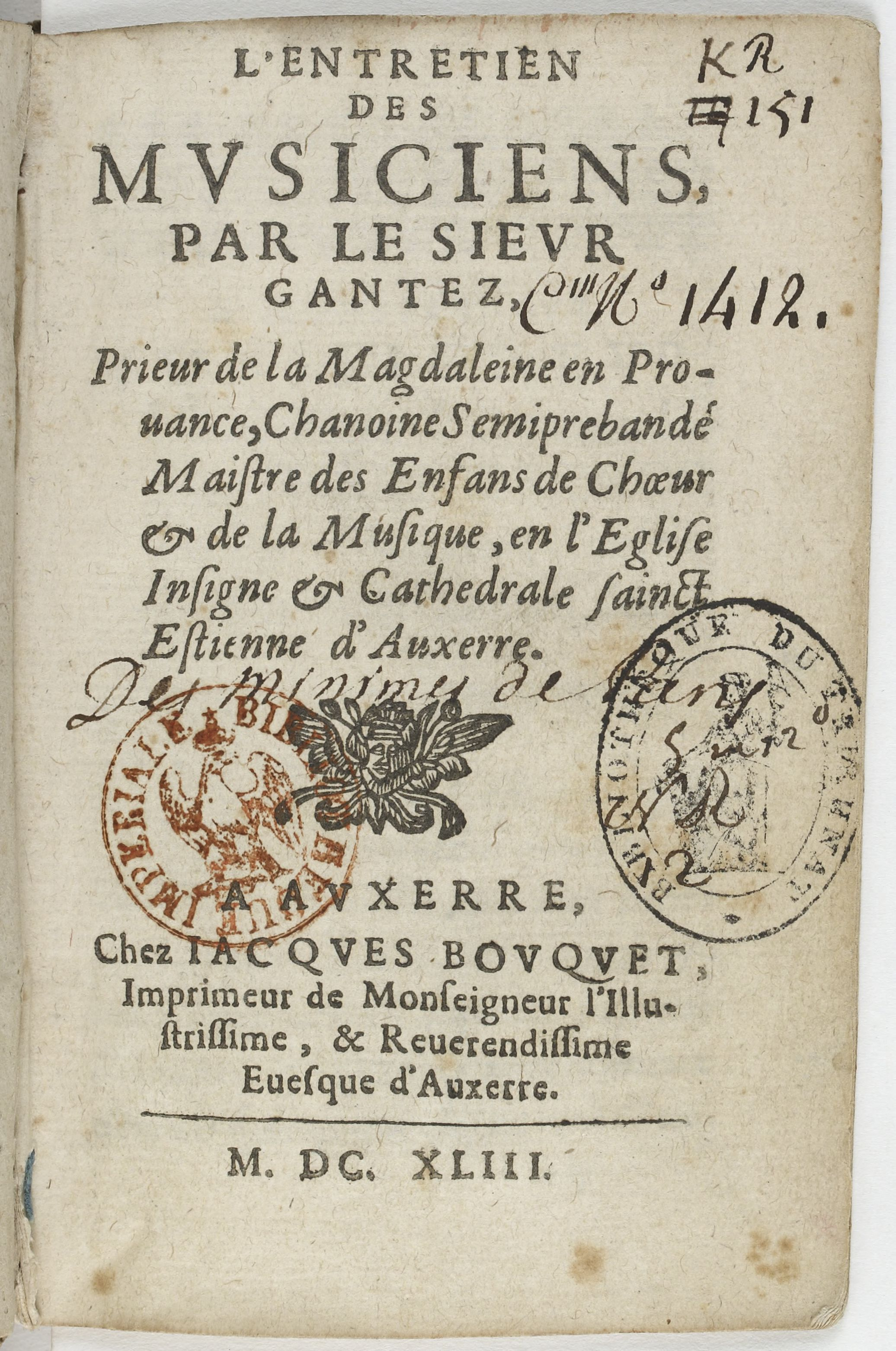
L'Entretien des musiciens d'Annibal Gantez (Auxerre : 1643). Paris BNF.

- Gantez Annibal, L’Entretien des musiciens. Auxerre : Jacques Bouquet, 1643. In-12°, 295 p. Numérisé dans Gallica. Reprint Genève : Minkoff, 1971.

Dédicace à Pierre de Broc, évêque d’Auxerre. S’y ajoutent une dédicace et un avant-propos intitulé Advertissement aux chantres, ainsi qu’une ode de Louis-Gabriel Brosse à la louange de l’auteur.
Contient 57 lettres, non datées ni numérotées, la plupart fictives mais contenant de nombreuses allusions à sa carrière ou à des musiciens contemporains. La Lettre XLIV reproduit la dédicace de la misse Laetamini (1641) et la Lettre VI la dédicace à Mademoiselle de Saint-Géran pour la messe Vigilate.
L’ouvrage est commenté dans Lebeuf 1738.
Pour la numérotation des Lettres et des notes fort utiles, utiliser la réédition par Ernest Thoinan (Paris, 1878), sur Internet Archive.

## Discographie
- L'Épopée d'Annibal Gantez : messe Vigilate à 6 voix (1643) et Lettres. Ensemble Vox cantoris, dir. Jean-Christophe Candau et marie-Christine Barraut, récitante. 1 CD Psalmus, 2009. Le Kyrie est audible sur Youtube.